# Kateryna Pavlenko (zangeres)
Kateryna Anatoliivna Pavlenko (Oekraïens: Катерина Анатоліївна Павленко) (Nizjyn,10 augustus 1988), alias Monokate (Oekraïens: Монокейт), is een Oekraïense zangeres, componiste en folkloriste. Pavlenko is de zangeres van Oekraïense electrofolkband Go_A waarmee ze in 2020 en 2021 Oekraïne vertegenwoordigde op het Eurovisiesongfestival. Aangezien de editie van 2020 werd afgelast vanwege de COVID-19-pandemie konden zij hun lied Solovey niet ten gehore brengen. In 2021 deed Go_A weer mee, dit keer met het nummer Shum waarmee de band op de vijfde plaats in de finale eindigde.

## Biografie
Pavlenko werd geboren in een arm gezin met een moeder die een onbetaalde baan in het leger verrichte, hierdoor was het gezin op een gegeven moment zelfs dakloos. Vanaf jonge leeftijd raakte Pavlenko in contact met folkmuziek aangezien haar moeder en grootouders muzikaal actief waren. Haar grootmoeder leerde haar de 'witte zangtechniek': een traditionele Oost-Europese zangstijl die gekenmerkt wordt door het openzetten van de keel. Deze zangstijl gebruikte Pavlenko ook tijdens haar optreden op het Eurovisiesongfestival.
Naast haar werk als lid van Go_A heeft Pavlenko ook folkmuziek gecomponeerd, samengewerkt met andere folkmuzikanten en filmmuziek gemaakt. Dit gebeurt soms onder haar pseudoniem Monokate.